# Live at CBGB's 1982
Live at CBGB's 1982 è un album live e di un DVD del gruppo hardcore punk statunitense Bad Brains, registrato nel 1982 allo storico CBGB's e pubblicato solo nel 2006. Ha ricevuto critiche molto positive, poiché mostra la band nel momento migliore della sua carriera. Il concerto fu aperto da Minor Threat e Beastie Boys. Grazie a questo doppio album i Bad Brains sono stati definiti una delle migliori live band di sempre.

## Tracce
1. Big Takeover - 2:57
2. I - 1:57
3. Jah the Conqueror - 4:37
4. Supertouch/Shitfit - 2:30
5. Rally Round Jah Throne - 3:53
6. Right Brigade - 2:24
7. FVK - 1:07
8. I and I Survive - 5:43
9. Destroy Babylon - 1:25
10. Joshua's Song - 0:36
11. Unity Dub - 5:13
12. The Meek Shall Inherit the Earth - 3:58
13. Banned in DC - 2:10
14. How Low Can a Punk Get? - 2:08
15. Riot Squad - 2:17
16. I and I Rasta - 3:25
17. We Will Not - 1:43
18. The Regulator - 1:09
19. All Rise to Meet Jah - 5:56

## Tracce DVD
1. Big Takeover
2. Attitude
3. I
4. I and I Rasta
5. Supertouch/Shitfit
6. King of Glory
7. Right Brigade
8. F.V.K.
9. Banned in D.C.
10. How Low Can a Punk Get?
11. The Meek Shall Inherit the Earth
12. Riot Squad
13. We Will Not
14. Coptic Times
15. At the Movies
16. Right Brigade
17. Rally Round Jah Throne
18. Redbone in the City
19. Pay to Cum
20. I and I Survive

## Formazione
- H.R. - voce
- Dr. Know - chitarra
- Darryl Jenifer - basso
- Earl Hudson - batteria